# ディラン・スミス (野球)
ディラン・ミゲル・スミス（Dylan Miguel Smith, 2000年5月28日 - ）は、アメリカ合衆国テキサス州ウォーカー郡ハンツビル出身のプロ野球選手（投手）。右投右打。MLBのデトロイト・タイガース所属。

## 経歴

### プロ入り前
2018年のMLBドラフト18巡目（全体531位）でサンディエゴ・パドレスから指名されたが、契約せずにアラバマ大学へ進学した。

### プロ入りとタイガース時代
2021年7月のMLBドラフト3巡目（全体74位）でデトロイト・タイガースから指名され、26日に契約を結んだ（契約金は約111.5万ドル） 。なお、この年はマイナーでは登板しなかった。
その後の3年間もマイナーで研鑽を積み、2025年5月29日にアクティブ・ロースター入りし、翌30日にジャクソン・ジョーブの負傷者リスト入りに伴って、メジャー初昇格を果たした。

## 選手としての特徴
速球は常時90mph台前半、最速95mph（約152.9km/h）を計測し、変化球では82〜86mphのスライダー、70mph台後半のカーブを投げる。

## 詳細情報

### 背番号
- 58（2025年 - ）